# Coussarea loftonii
Coussarea loftonii là một loài thực vật có hoa trong họ Thiến thảo. Loài này được (Dwyer & M.V.Hayden) Dwyer mô tả khoa học đầu tiên năm 1980.